# 有時候，他們會回來 (短篇故事)
《有時候，他們會回來》是一部由史蒂芬·金於1974年所著的短篇小說，當時發佈在Cavalier雜誌上，後來收錄在短篇小說集《有時候，他們會回來》內，於1996年改編成電影《第七幻像》。

## 故事簡介
吉姆是一位教師，不過在他大學實習時，試過在學校內情緒失控，令他艱難地才在一個陌生的地方找到教席。吉姆在新地方教書起初都沒有問題，直到一位學生轉校，這位學生酷似當年殺死吉姆哥哥的兇手，只是兇殺案已經發生了很多年。吉姆對這位學生越來越感到不妥，後來另一位兇手也轉校到吉姆任教的學校。吉姆查出他們的確是殺死哥哥的兇手的陰魂。吉姆的太太也被這班陰魂害死，吉姆於是以自己靈魂交換，召喚魔鬼殺死這班陰魂。